# گیلورد (اورگن)
گیلورد (به انگلیسی: Gaylord) یک منطقهٔ مسکونی در ایالات متحده آمریکا است که در اورگن واقع شده‌است. گیلورد ۲۵٫۹۱ متر بالاتر از سطح دریا واقع شده‌است.